# Thevenetimyia funestus
Thevenetimyia funestus är en tvåvingeart som först beskrevs av Osten Sacken 1877.  Thevenetimyia funestus ingår i släktet Thevenetimyia och familjen svävflugor. Inga underarter finns listade i Catalogue of Life.